# Wahlkreis Genua – Municipio I
Der Wahlkreis Genua – Municipio I ist seit 2020 ein Wahlkreis (italienisch collegio elettorale) für die Wahl der Abgeordnetenkammer.

## Wahlkreisgebiet
| Wahlkreise – Camera dei deputati – Ligurien | Wahlkreise – Camera dei deputati – Ligurien | Wahlkreise – Camera dei deputati – Ligurien                                                                             |
| Provinz                                     | Provinz                                     | Gemeinden nach Provinzen ⮞ Wahlkreis                                                                                    |
| ------------------------------------------- | ------------------------------------------- | --- |
|                                             | Metropolitanstadt Genua (67 Gemeinden)      | Teil Genuas ⮞ Wahlkreis Genua – Municipio I 21 + Teil Genuas ⮞ Wahlkreis Genua – Municipio VII 31 ⮞ Wahlkreis La Spezia |
|                                             | Provinz Imperia (66 Gemeinden)              | alle ⮞ Wahlkreis Savona                                                                                                 |
|                                             | Provinz La Spezia (32 Gemeinden)            | alle ⮞ Wahlkreis La Spezia                                                                                              |
|                                             | Provinz Savona (69 Gemeinden)               | 55 ⮞ Wahlkreis Savona 13 ⮞ Wahlkreis Genua – Municipio VII                                                              |

Der Wahlkreis umfasst 15 Gemeinden der Metropolitanstadt Genua: den Teil der Gemeinde Genua, der aus den Stadtbezirken (Municipi) Centro Est (Municipio I), Centro Ovest (Municipio II), Bassa Val Bisagno (Municipio III), Media Val Bisagno (Municipio IV), Medio Levante (Municipio VIII) und Levante (Municipio IX) besteht, sowie die Gemeinden Bargagli, Bogliasco, Davagna, Fascia, Fontanigorda, Gorreto, Lumarzo, Montebruno, Pieve Ligure, Propata, Rondanina, Rovegno, Sori und Torriglia.

## Wahlergebnisse

### Parlamentswahl 2022
| Kandidaten                          | Kandidaten            | Stimmen | %    | Listen                                                  | Stimmen | %    |
| ----------------------------------- | --------------------- | ------- | ---- | ------------------------------------------------------- | ------- | ---- |
|                                     | Luca Pastorinogewählt | 73.407  | 36,1 | Partito Democratico – Italia Democratica e Progressista | 52.156  | 25,6 |
| Alleanza Verdi e Sinistra           | Luca Pastorinogewählt | 73.407  | 36,1 | 11.665                                                  | 5,7     |      |
| +Europa                             | Luca Pastorinogewählt | 73.407  | 36,1 | 8.436                                                   | 4,1     |      |
| Impegno Civico – Centro Democratico | Luca Pastorinogewählt | 73.407  | 36,1 | 1.150                                                   | 0,6     |      |
|                                     | Sandro Mario Biasotti | 72.100  | 35,4 | Fratelli d’Italia                                       | 41.397  | 20,3 |
| Lega per Salvini Premier            | Sandro Mario Biasotti | 72.100  | 35,4 | 15.055                                                  | 7,4     |      |
| Forza Italia                        | Sandro Mario Biasotti | 72.100  | 35,4 | 11.094                                                  | 5,4     |      |
| Noi Moderati                        | Sandro Mario Biasotti | 72.100  | 35,4 | 4.554                                                   | 2,2     |      |
|                                     | Maria Tini            | 27.081  | 13,3 | Movimento 5 Stelle                                      | 27.081  | 13,3 |
|                                     | Davide Falteri        | 17.849  | 8,8  | Azione – Italia Viva                                    | 17.849  | 8,8  |
|                                     | Marco Martini         | 4.560   | 2,2  | Italexit per l’Italia                                   | 4.560   | 2,2  |
|                                     | Daniela Colleo        | 3.512   | 1,7  | Italia Sovrana e Popolare                               | 3.512   | 1,7  |
|                                     | Laura Tonelli         | 3.483   | 1,7  | Unione Popolare                                         | 3.483   | 1,7  |
|                                     | Luca De Pasquale      | 1.403   | 0,7  | Vita                                                    | 1.403   | 0,7  |
|                                     | Roberto Sensoni       | 168     | 0,1  | Noi di Centro – Europeisti                              | 168     | 0,1  |
| Gesamt                              | Gesamt                | 203.563 | 100  |                                                         | 203.563 | 100  |
|                                     |                       |         |      |                                                         |         |      |
| Ungültige Stimmen                   | Ungültige Stimmen     | 7.838   | 3,7  |                                                         |         |      |
| Wähler                              | Wähler                | 211.401 | 65,0 |                                                         |         |      |
| Wahlberechtigte                     | Wahlberechtigte       | 325.072 |      |                                                         |         |      |
|                                     |                       |         |      |                                                         |         |      |
| Quelle: Innenministerium            |                       |         |      |                                                         |         |      |